# Katherine Barrell
Katherine Barrell (Toronto, Ontario; 12 de febrero de 1990) es una actriz, directora, productora y escritora canadiense, más conocida por su papel como Sheriff Nicole Haught en Wynonna Earp, Joy Harper en Good Witch y Alicia Rutherford en Workin' Moms.

## Biografía
Barrell nació en Toronto, Ontario, Canadá, hija de una mujer eslovena. Estudió en Assumption Catholic Secondary School en Burlington, Ontario, donde interpretó el papel principal en dos obras que ella misma había escrito y dirigido. Dirigió la producción de su instituto de El Mago de Oz y fue miembro del Teatro de Estudiantes de Burlington durante dos años. Comenzó a estudiar teatro musical en el Sheridan College, sin embargo, más tarde se trasladó al George Brown College para estudiar producción cinematográfica y actuación en la School of Media & Performing Arts, graduándose en 2010.

## Carrera
Barrell apareció en las películas de televisión Poe en 2011 y Girls Night Out en 2017. También apareció en Lost Girl y Murdoch Mysteries en 2012, The Murdoch Appreciation Society en 2014 y Saving Hope en 2015. Desde 2016 interpreta a la Sheriff Nicole Haught en Wynonna Earp, a la vez que aparece como Alicia Rutherford en Workin' Moms y como Joy Harper Good Witch desde 2020.
Barrell también apareció en las películas The Scarehouse, My Ex-Ex y Definition of Fear.
Su compañía de producción, Kit Media, ha producido varios cortometrajes y su corto de comedia Issues fue aclamado como unos de los mejores del año por Richard Crouse. Kit Media fue renombrado como Blue Eyed Bandit en 2018.
En 2017 su película de reparto coral Dissecting Gwen, basada en su propia historia, ganó el Premio al Mejor Guion otorgado por Women Film & Television – Toronto y El Mejor Corto de Comedia por el Canadian Diversity Film Festival.

## Vida privada
Barrell es una defensora de "Pink Box Program" por GIRL TALK Empowerment, una organización canadiense.
Está casada con Ray Galletti, a quien conoció en el set de My Ex Ex. Se comprometieron en 2016 y se casaron en 2017.
En julio de 2019 anunció públicamente en Diva Magazine: " Me siento atraída por hombres y mujeres y la persona de la que me enamoré es un hombre... Ojalá pudiera ser sobre el humano al que amo, no su género."
El 8 de septiembre de 2021, nació su hijo, Ronin Barrell Galletti.

## Filmografía

### Cine
| Año  | Película            | Papel           | Notas                            |
| ---- | ------------------- | --------------- | -------------------------------- |
| 2011 | Queen of Clubs      | Joker           | Cortometraje; también escritora  |
| 2013 | Lost and Found      | Ellen           | Cortometraje                     |
| 2013 | The Ties Between Us | Amy             | Cortometraje                     |
| 2013 | Issues              | Rachel Stephens | Cortometraje; también productora |
| 2014 | The Scarehouse      | Jaqueline Gill  |                                  |
| 2015 | Canadian Star       | Ella misma      | Documental                       |
| 2015 | My Ex-Ex            | Mary            |                                  |
| 2015 | Definition of Fear  | Victoria Burns  |                                  |

### Televisión
| Año       | Título                               | Papel             | Notas                                                             |
| --------- | ------------------------------------ | ----------------- | ----------------------------------------------------------------- |
| 2011      | Poe                                  | Rowena            | Película de televisión                                            |
| 2012      | Lost Girl                            | Maisie            | Episodio: "Table for Fae"                                         |
| 2012      | Murdoch Mysteries                    | Marley Rosevear   | Episodio: "Murdoch in Toyland"                                    |
| 2012      | Off2Kali Comedy                      | Varios            | Episodio: "Indian Guy + White Name = PROBLEM!"                    |
| 2014      | Reign                                | Chica sirvienta   | Episodio: "Long Live the King"                                    |
| 2014      | The Listener                         | Alya King         | Episodio: "Dancing with the Enemy"                                |
| 2014      | Murdoch Mysteries                    | Ruby Rosevear     | Episodio: "The Murdoch Appreciation Society"                      |
| 2015      | Saving Hope                          | Dixie Kolesnyk    | Episodio: "Can't You Hear Me Knocking?"                           |
| 2016–2021 | Wynonna Earp                         | Nicole Haught     | Papel recurrente, temporadas 1–2; Papel principal, temporadas 3–4 |
| 2016      | A Nutcracker Christmas               | Beth James        | Película de televisión                                            |
| 2017–2021 | Workin' Moms                         | Alicia Rutherford | Papel recurrente                                                  |
| 2017      | Girls Night Out                      | Sadie             | Película de televisión                                            |
| 2017      | Star Trek: Discovery                 | Stella Grimes     | Episodio: "Magic to Make the Sanest Man Go Mad"                   |
| 2018      | Lake Placid: Legacy                  | Jade              | Película de televisión                                            |
| 2018      | Private Eyes                         | Whitney Malone    | Episodio: "Brew the Right Thing"                                  |
| 2020–2021 | Good Witch                           | Joy Harper        | Papel principal                                                   |
| 2021      | A Godwink Christmas: Miracle of Love | Joy Fickett       | Película de televisión                                            |
| 2022      | Cabin Connection                     | Hannah Monroe     | Película de televisión                                            |
| 2022      | A Tale of Two Christmases            | Emma              | Película de televisión                                            |
| 2023      | Making Scents of Love                | Shay Robson       | Película                                                          |
| 2023      | Everything Christmas                 | Tory Fry          | Película de televisión                                            |

### Videos musicales
| Año  | Película                    | Papel   | Artista       |
| ---- | --------------------------- | ------- | ------------- |
| 2017 | "Something About Your Love" | Corista | ColinResponse |

### Otros trabajos
| Año  | Título                   | Directora         | Escritora   | Productora                 | Notas |
| ---- | ------------------------ | ----------------- | ----------- | -------------------------- | --- |
| 2012 | Roomies                  |                   |             | Sí                         | Cortometraje |
| 2013 | New Domain               |                   |             | Coproductora               | Cortometraje |
| 2013 | The Change               | Primera asistente |             |                            | Cortometraje |
| 2014 | The Truth About Rainbows |                   |             | Coproductora               | Cortometraje |
| 2015 | Mature Young Adults      | Posproducción     |             | Sí                         | Cortometraje Completado por Katherine Barrell después del fallecimiento del director Kent Nolan.                                            |
| 2015 | The Offer                |                   |             | Coordinadora de producción | Cortometraje |
| 2016 | Dissecting Gwen          | Sí                | Historia de | Sí                         | Cortometraje Ganadora, Mejor Guion, Women in Film & Television – Toronto Ganadora, Mejor Corto de Comedia, Canadian Diversity Film Festival |
| 2016 | Cannonball               | Sí                | Sí          | Sí                         | Cortometraje |
| 2017 | Breakdown                | Sí                | Historia de |                            | Cortometraje |
| 2023 | Flipping for Christmas   | Sí                |             |                            | Película de televisión |

## Premios y nominaciones
| Año  | Premio                 | Categoría             | Trabajo nominado | Resultado | Ref.   |
| ---- | ---------------------- | --------------------- | ---------------- | --------- | ------ |
| 2019 | Canadian Screen Awards | Audience Choice Award | Wynonna Earp     | Nominada  | [ 18 ] |
| 2020 | Canadian Screen Awards | Audience Choice Award | Wynonna Earp     | Ganadora  | [ 19 ] |